# Équipe d'Algérie masculine de water-polo
L'équipe nationale masculine de water-polo d'Algérie est le représentant de l'Algérie dans le water-polo masculin international

## Résultats

### Ligue mondiale FINA
- 2002 — Aucune participation
- 2003 — Aucune participation
- 2004 — Aucune participation
- 2005 — Aucune participation
- 2006 — Aucune participation
- 2007 — Aucune participation
- 2008 — Tour préliminaire
- 2009 — Tour préliminaire
- 2010 — Tour préliminaire

### Jeux méditerranéens
- 1975 — 6e place, Water polo aux jeux méditerranéens de 1975
- 2022 — Aucune participation[1]